# Fem sidor
Fem sidor är ett samlingsalbum av vissångaren Fred Åkerström, utgivet 1994 på skivbolaget Metronome. Samlingen består av fem skivor som återspeglar olika sidor av Åkerströms visor: "Den romantiske", "Den frodige", "Den berättande", "Den politiske" och "Carl Michael Bellman.
Samlingen sammanställdes av Anders Burman och med skivan följde en 38-sidig textbok skriven av Oscar Hedlund. Omslagen illustrerades av Stig Claesson.

## Innehåll

### CD 1: Den romantiske
1. "Romantisk promenad" – 4:40
2. "Visa till Katarina" – 1:33
3. "Förstadsromantik" – 3:11
4. "Rus" – 2:07
5. "Storbynatt" – 3:55
6. "Stängd teater" – 4:01
7. "Frida sörjer sommaren" – 1:45
8. "Möte med musik" – 3:17
9. "Fragancia" – 4:06
10. "Berceuse" – 2:56
11. "Monolog om julstjärnor" – 1:39
12. "Aftontankar vid Fridas ruta" – 5:03
13. "Fimpen och Tändstickan" – 3:04
14. "Elin och herremannen" (med Cornelis Vreeswijk och Ann-Louise Hanson) – 3:48
15. "Två tungor" – 1:59
16. "När du går" – 4:00
17. "Båklandets vackra maja" – 3:01
18. "Natt i en stad" – 2:46
19. "Vaggvisa för en grön banan" (med Gösta Linderholm) – 3:28
20. "Jag ger dig min morgon" – 3:48

### CD 2: Den frodige
1. "Syndafloden" – 2:00
2. "Luffarevisa" – 3:34
3. "Ficktjuvens visa" – 2:53
4. "Hos min doktor" – 3:25
5. "Trubaduren" – 2:52
6. "I Spaniens månsken" – 2:30
7. "Duett i Småland" (med Ann-Louise Hanson) – 2:13
8. "Bergsprängardramatik" – 3:29
9. "Adam och Eva" – 2:25
10. "Vän av ordning" – 2:16
11. "Jag tror aldrig jag har sett på maken" – 2:10
12. "Spritarnas tango" – 0:45
13. "Katinka, Katinka" – 3:03
14. "Den sanna sjömansvisan" – 2:31
15. "Önskevisa" – 2:17
16. "Rallarvisa" – 2:29
17. "Gårdsmusikanter" – 2:23
18. "Duvdrottningen" – 3:43
19. "De store eventyre" – 1:57
20. "Ett liv efter detta" – 2:22
21. "Ungkarlsvisan" – 2:03
22. "Artisten" – 1:02

### CD 3: Den berättande
1. "Den gamle skärsliparen" – 5:39
2. "Den odödliga hästen" – 3:08
3. "Porträtt av en majstång" – 1:31
4. "Olycklig kärlek" – 0:55
5. "Den sorte seiler" – 3:47
6. "Han hade seglat för om masten" – 2:30
7. "Nödhamn" – 3:07
8. "Balladen om eken" – 2:55
9. "Oslo" – 2:31
10. "Ingenstans (är man fri som en fågel)" – 7:15
11. "Liten gosse" – 1:21
12. "På källaren Fimmelstången" – 3:25
13. "Vindstilla vals" – 1:38
14. "Kajsas udde" – 2:28
15. "Laban och hans döttrar" – 2:36
16. "Vad bananerna vet" – 2:37
17. "Fru Kristina" – 1:57
18. "Åkare Lundgrens begravning" – 3:34
19. "Amerikabrevet" – 2:11
20. "Nordsjön"

### CD 4: Den politiske
1. "Den trettionde i första sjuttiotvå" – 3:56
2. "Visa till ombudsmän" – 4:12
3. "Onkel Sam och den snälle gossen" – 1:48
4. "Krigssyn" – 2:48
5. "Hur bananerna är" – 1:52
6. "Begravningsentreprenörerna" – 2:04
7. "Luffaren" – 2:20
8. "Banankyrkogården" – 2:21
9. "Prästen och slaven" – 2:12
10. "Fröken Saga" – 2:11
11. "Till Gruvtolvan" – 0:59
12. "Halleluja, amen" – 2:56
13. "Vissångarvisa" – 3:26
14. "Kapital" – 2:45
15. "Rallarevisa" – 2:39
16. "Bananriket" – 1:57
17. "Varning för hunden" – 1:27
18. "För maskens skull" – 1:31
19. "En gammal banans tankar" – 2:08
20. "Balladen om Joe Hill" – 2:15
21. "Kapitalismen" – 3:54
22. "Full tid" – 1:32

### CD 5: Carl Michael Bellman
1. "Tjänare Mollberg, hur är det fatt (Ep. 45)" – 3:48
2. "Käraste bröder, systrar och vänner (Ep. 9)" – 3:38
3. "Fader Bergström (Ep. 82)" – 2:33
4. "Vila vid denna källa (Ep. 82)" – 8:56
5. "Mollberg satt i Paulun (Ep. 41)" – 4:37
6. "Movitz helt allena (Ep. 44)" – 4:27
7. "Glimmande nymf" – 6:32
8. "Märk hur vår skugga" – 4:33
9. "Liksom en herdinna (Ep. 80)" – 6:16
10. "Gubben är gammal, urverket dras (Ep. 27)" – 3:06
11. "Så lunka vi så småningom (Sång 21)" – 4:23
12. "Stolta stad (Ep. 33)" – 7:52
13. "Nå, skruva fiolen (Ep. 2)" (med Cornelis Vreeswijk och Ann-Louise Hanson) – 1:45
14. "Fredmans sång nr 10" – 4:32
15. "Gubben Noack (Sång 35)" – 3:44